# Зденек Кутлак
Зденек Кутлак (чеськ. Zdeněk Kutlák; 13 лютого 1980, м. Чеські Будейовиці, ЧССР) — чеський хокеїст, захисник. Виступає за «Ред Булл» в Австрійський хокейній лізі.

## Кар'єра
Зденек — вихованець клубу «Чеські Будейовиці», в основному складі дебютував у сезоні 1998-99 років. Був обраний у Драфті НХЛ 2000 року в восьмому раунді під 237-м номером клубом «Бостон Брюїнс». Чотири сезони виступав у складі фарм-клубу «Провіденс Брюїнс» (АХЛ). Паралельно іноді виступав у основному складі «Бостон Брюїнс», провів 16 матчів, він забив один гол та зробив дві гольові передачі. У сезоні 2004/05, захисник повернувся до Чехії та уклав контракт з ХК «Енергія Карлові Вари». З 2005 по 2007 грає у складі рідного клубу «Мотор». У сезоні 2007/08, чех перейшов до швейцарської ХК «Амбрі-Піотта» (Національна ліга А), тут він провів три роки. У 2013/14 роках виступав першу частину сезону у складі «Слован» (Братислава) (КХЛ), а залишок сезону провів у складі ХК «Давос», за останній виступав на Кубку Шпенглера. Сезон 2014/15 проводить у складі «Ред Булл» із Зальцбургу (Австрійська хокейна ліга).

## Кар'єра (збірна)
У складі юніорської збірної Чехії брав участь у чемпіонаті Європи серед юніорів 1998 року, а у складі молодіжної збірної став чемпіоном світу серед молоді у 2000 році. 
У складі національної збірної виступав на чемпіонатах світу 2006, 2012 та 2013 років, брав участь у Єврохокейтурі 2006, 2007, 2008, 2009, 2012, 2013 та 2014 років. 

## Нагороди та досягнення
- 2000 — чемпіон світу серед молодіжних команд.
- 2006 — срібний призер чемпіонату світу.
- 2012 — бронзовий призер чемпіонату світу.